# Batzdorfer Hofkapelle
Die Batzdorfer Hofkapelle ist ein 1993 gegründetes Instrumentalensemble aus Sachsen, welches sich der historischen Aufführungspraxis von Barockmusik verschrieben hat.

## Vita

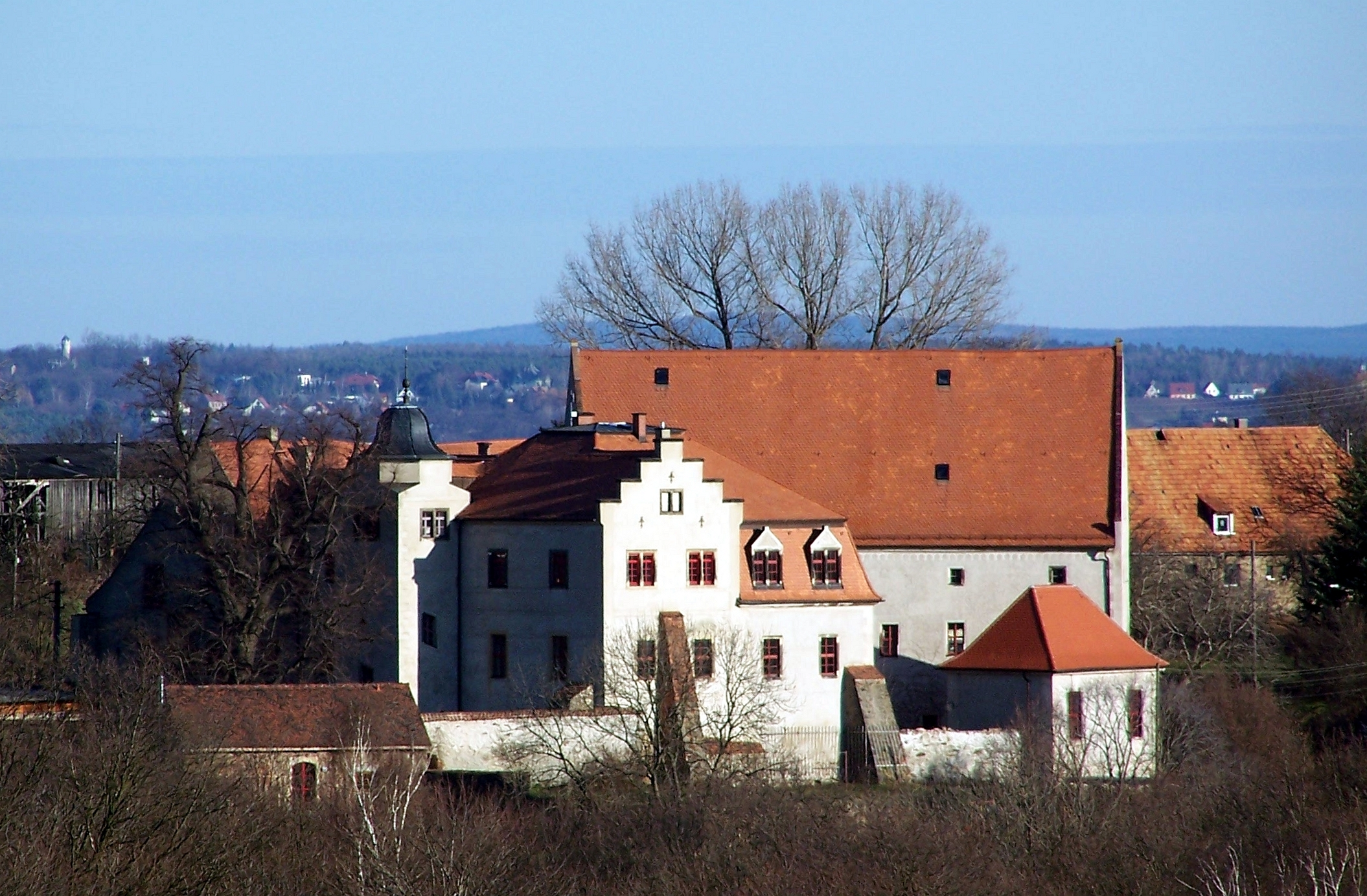
Schloss Batzdorf

Anfang der 1980er Jahre schlossen sich einige der  Bewohner von Schloss Batzdorf zusammen, um den Erhalt des Schlosses, das dem Verfall preisgegeben schien, zu ermöglichen. Nach einigen Maßnahmen zur Sicherung der Bausubstanz fanden schon im Jahr 1988 erste kulturelle Veranstaltungen im Schloss statt.
Nach der Wende gründete sich ein Verein, der das Ziel hat, die Schlosssanierung voranzutreiben und das Schloss mit kulturellem Leben zu füllen. 1993 fand das Gründungskonzert der Hofkapelle statt, die sich aus Berliner, Dresdner und Kölner Musikern zusammensetzt.
Seit 1993 veranstaltet die Hofkapelle auf Schloss Batzdorf jeden Sommer die Batzdorfer Barockfestspiele. Obwohl sie als ein Projekt befreundeter Musiker ohne Budget begonnen haben, konnten sie sich zu einem festen Termin in der Dresdner Kulturszene etablieren.
Neben dem Schwerpunkt des Ensembles, dem Dresdner Opern- und Oratoriumsrepertoire des 18. Jahrhunderts, wurde das Programm mit Standardwerken wie Bachs h-Moll-Messe erweitert.

## Auftritte
Neben den jährlichen Barockfestspielen auf Schloss Batzdorf trat das Ensemble auch bei den Musikfestspielen Potsdam Sanssouci, den Händel-Festspielen Halle, dem Festival Bayreuther Barock und den Ludwigsburger Schlossfestspielen auf. Im Jahr 2006 war das Ensemble in einer Mozartoper in Luxemburg und an diversen Opernhäusern in Frankreich zu erleben. Immer wieder musiziert die Batzdorfer Hofkapelle auch gemeinsam mit dem Sächsischen Vocalensemble unter Leitung von Matthias Jung.

## Diskografie
- Johann Adolf Hasse: Te Deum, CPO 1043537
- Francesco Feo – Missa, CPO 1899818
- Dresdner Motetten & Konzerte – Johann Adolf Hasse & Jan Dismas Zelenka, KammerTon KT 2013
- Händel in Dresden – KammerTon KT 2012
- Alessandro Scarlatti – Cantate d’amore, KammerTon KT 2011
- Johann David Heinichen – La Pace di Kamberga, KammerTon KT 2009/10
- Talestri – Regina delle Amazzoni, KammerTon KT 2007
- Giovanni Alberto Ristori – Calandro – Eine Oper für Pillnitz, KammerTon KT 2005